# Данте Капуто
Да́нте Ма́ріо Анто́ніо Капу́то (ісп. Dante Mario Antonio Caputo; 25 листопада 1943, Буенос-Айрес — 20 червня 2018, там само) — аргентинський державний діяч, дипломат.

## Освіта і академічна діяльність
Данте Капуто народився в Буенос-Айресі в сім'ї емігрантів з італійської області Базіліката. Він закінчив Університет дель Сальвадор в Буенос-Айресі в 1966 році з дипломом політолога, потім отримав диплом у Школі права і дипломатії Флетчера при Університеті Тафта. З 1968 по 1972 рік обіймав різні посади в Організації американських держав, а в 1972 році отримав ступінь доктора соціології в Паризькому університеті. У 1973 році очолив Центр досліджень державної влади і управління в Інституті Торкуато ді Телла.
У 1976 році заснував Аргентинський центр соціальних досліджень. У 1981—1983 роках займався видавничою діяльністю.

## Політична кар'єра
У період президентства Рауля Альфонсина (1983—1989) Капуто обіймав посаду міністра закордонних справ Аргентини. У 1988 році головував на 43-й сесії Генеральної Асамблеї Організації Об'єднаних Націй.
Після відходу з поста міністра закордонних справ, Капуто обраний членом Палати депутатів, де був заступником голови Комітету у закордонних справах.
У 1992 році Капуто призначений спеціальним посланником ОАД та ООН на Гаїті. У 1993 році став представником Генерального секретаря ООН на Гаїті.
Будучи членом партії Громадянський радикальний союз, Капуто брав участь у створенні Фронту солідарної країни (ФРЕПАСО) перед загальними виборами в 1995 році. Пізніше в цьому ж році приєднався до лівоцентристської партії Новий простір (Nuevo Espacio). З 1996 року він був віце-президентом коаліції ФРЕПАСО від Нового простору. В 1997 році знову обраний депутатом. У 1998 році набув Народно-соціалістичну партію, залишаючись віце-президентом ФРЕПАСО до 2000 року. У 1999 році брав участь у виборах кандидата від ФРЕПАСО для обрання на посаду мера Буенос-Айреса, але програв Анибалю Ібарре, який виграв вибори в 2000 році.
У 2000 році увійшов в уряд Фернандо де ла Руа, ставши міністром науки, технологій і виробничих інновацій. Пішов у відставку в лютому 2001 року.
З червня 2001 року по вересень 2004 року керував Регіональним проектом з розвитку демократії в Латинській Америці ПРООН.
20 червня 2018 року Капуто помер в одній з приватних клінік Буенос-Айреса від раку.

## Публікації
- El rol del sector público en el cambio de la sociedad argentina entre 1930 y 1958 (tesis doctoral). París: Universidad de la Sorbona, 1972
- El proceso de industrialización argentino entre 1900 y 1930. París: Instituto de Estudios de América Latina, 1970.
- El poder militar en Argentina (1976—1981), en colaboración. Frankfurt: Verlag Klaus Dieter Vervuert, 1982.
- Así nacen las democracias (en colaboración). Buenos Aires: Emecé, 1984
- Democratic culture and governance. UNESCO-Hispamérica. 1992
- América Latina y las democracias pobres. Madrid: Ediciones del Quinto Centenario, 1992.
- Frepaso, alternancia o alternativa (con Julio Godio). Buenos Aires: Corregidor, 1996.
- Argentina en el comienzo del tercer milenio (en colaboración). Buenos Aires: Atlántida.
- [La democracia en América Latina. PNUD (director de la publicación), 2004. https://web.archive.org/web/20140525213906/http://www.votb.org/elsalvador/Reports/Report_Democracy_in_Latin_America_New.pdf]
- Contribuciones al debate de la democracia en América Latina (PNUD). Buenos Aires: Santillana, 2005.
- Nuestra democracia. PNUD, OEA (codirector de la publicación). México, DF: FCE, 2010.  [Архівовано 4 березня 2016 у Wayback Machine.]
- "El desarrollo democrático en América Latina: entre la crisis de legitimidad y la crisis de sustentabilidad, " Revista SAAP, 2011.  [Архівовано 1 грудня 2017 у Wayback Machine.]
- «Política, dinero y poder — un dilema para las democracias de las Américas». OEA (Coordinador). México, DF: FCE, 2011